# Stina Nilsson
Täpp Karin Stina Nilsson (Mora, 24 de junio de 1993) es una deportista sueca que compite en esquí de fondo y biatlón.
Participó en dos Juegos Olímpicos de Invierno, obteniendo en total cinco medallas, bronce en Sochi 2014, en la prueba de velocidad por equipo (junto con Ida Ingemarsdotter), y cuatro en Pyeongchang 2018, oro en velocidad individual, plata en velocidad por equipo (con Charlotte Kalla) y relevo 4 × 5 km (con Anna Haag, Charlotte Kalla y Ebba Andersson) y bronce en 30 km.
Ganó siete medallas en el Campeonato Mundial de Esquí Nórdico entre los años 2015 y 2019.
En biatlón, obtuvo una medalla de bronce en el Campeonato Europeo de Biatlón de 2023, en la prueba de relevo mixto individual.

## Palmarés internacional
| Juegos Olímpicos   | Juegos Olímpicos            | Juegos Olímpicos  | Juegos Olímpicos     |
| Año                | Lugar                       | Medalla           | Prueba               |
| ------------------ | --------------------------- | ----------------- | -------------------- |
| 2014               | Sochi (Rusia)               | Medalla de bronce | Velocidad por equipo |
| 2018               | Pyeongchang (Corea del Sur) | Medalla de oro    | Velocidad individual |
| 2018               | Pyeongchang (Corea del Sur) | Medalla de plata  | Relevo 4 × 5 km      |
| 2018               | Pyeongchang (Corea del Sur) | Medalla de bronce | Velocidad por equipo |
| 2018               | Pyeongchang (Corea del Sur) | Medalla de bronce | 30 km                |
| Campeonato Mundial |                             |                   |                      |
| Año                | Lugar                       | Medalla           | Prueba               |
| 2015               | Falun (Suecia)              | Medalla de plata  | Velocidad individual |
| 2015               | Falun (Suecia)              | Medalla de plata  | Velocidad por equipo |
| 2015               | Falun (Suecia)              | Medalla de plata  | Relevo 4 × 5 km      |
| 2017               | Lahti (Finlandia)           | Medalla de plata  | Relevo 4 × 5 km      |
| 2019               | Seefeld (Austria)           | Medalla de oro    | Velocidad por equipo |
| 2019               | Seefeld (Austria)           | Medalla de oro    | Relevo 4 × 5 km      |
| 2019               | Seefeld (Austria)           | Medalla de plata  | Velocidad individual |

| Campeonato Europeo | Campeonato Europeo  | Campeonato Europeo | Campeonato Europeo |
| Año                | Lugar               | Medalla            | Prueba             |
| ------------------ | ------------------- | ------------------ | ------------------ |
| 2023               | Lenzerheide (Suiza) | Medalla de bronce  | Relevo mixto       |